# Джек Ворнер
Джек Леонард Ворнер (англ. Jack Leonard Warner, ім'я при народженні — Якоб Ворнер; 2 серпня 1892 — 9 вересня 1978) — американський продюсер і кіномагнат канадського походження, який був президентом і «рушійною силою» студії Warner Bros. у Голлівуді. Кар'єра Ворнера розтягнулася приблизно на сорок п'ять років, її тривалість перевищила всіх інших тодішніх президентів голлівудських студій.
Як один із керівників студії Warner Bros. він працював разом зі своїм братом, Семом Ворнером, створивши технологію для першого звукового фільму на кіностудії «Співак джазу». Після смерті Сема Джек почав тривалу боротьбу за контроль над компанією зі своїми старшими братами, Гаррі і Альбертом Ворнерами. Він отримав ексклюзивний контроль над фільмами, що випускаються компанією, в 1950 році, коли таємно купив акції своїх братів у бізнесі, переконавши їх взяти участь у спільному продажі акцій.
Хоча багато хто з його співробітників боялися Ворнера і сміялися над ним через його своєрідне почуття гумору, він заслужив повагу за його проникливий інстинкт і жорсткість мислення. Він завербував багатьох «зірок» Warner Bros. і сприяв виробництву безкомпромісних соціальних драм про американське життя 1930-х років, які стали «візитною карткою» студії і завдяки яким вона здобула популярність.
Протягом своєї кар'єри він вважався суперечливою і загадковою фігурою. Хоча Ворнер був переконаним прихильником Республіканської партії, він у своїх фільмах підтримував політику «Нового курсу» президента від Демократичної партії Франкліна Делано Рузвельта. Він виступав проти європейського фашизму і критикував політику нацистської Німеччини задовго до вступу Америки у Другу світову війну. Будучи противником комунізму, після війни Ворнер давав свідчення як «дружній свідок» перед Комісією з розслідування антиамериканської діяльності, добровільно називаючи імена сценаристів, які потім були звільнені за підозрою в тому, що були комуністами або співчували їм. Незважаючи на його спірну репутацію, Ворнер залишався дуже впливовою людиною в кіноіндустрії до своєї відставки на початку 1970-х років.